# Holbæk Mega Center
Holbæk Mega Center er et indkøbscenter med 39 store butikker, fortrinsvis med særligt pladskrævende varegrupper.
Centret er placeret i den sydvestlige udkant af Holbæk. De varegrupper der forhandles er bl.a. isenkram, gaveartikler, elektronik, hårde hvidevarer, tæpper, møbler, autoudstyr, haveartikler, byggematerialer, osv. Der er dog også mulighed for indkøb af dagligvarer, tøj, sko, legetøj, jagtudstyr, o.lign.
Holbæk Mega Center ligger lige ud til Holbækmotorvejen, ca. 40 minutters kørsel fra København. Centret er tidligere af Politikens læsere blevet kåret som Danmarks værste øjebæ.

## Reference
1. ↑  Danmarks værste øjebæ kåret af dagbladet Politiken – fra DR Nyheder/Kultur, 8. februar 2006

55°42′16″N 11°40′12″Ø / 55.70444°N 11.67000°Ø